# دشلی
این مقاله شامل پایگاه‌های باستان‌شناسیِ آق‌چپر، اَرَنجی و فرُخ‌قلعه نیز می‌شود.

دَشلی مجموعه‌ای گسترده از زیستگاه‌ها و پایگاه‌های مربوطه متعلق به عصر برنز (۱۷۰۰-۲۳۰۰ پیش از میلاد) است که کیلومترها در سطح واحهٔ دشلی، واقع در ولایت جوزجان در شمال افغانستان پراکنده شده‌اند. دشلی که یکی از مهمترین پایگاه‌های باستان‌شناسی از عصر برنز در آسیای میانه است، بین سال‌های ۱۹۶۹ و ۱۹۷۳ میلادی کانون پژوهش‌های باستان‌شناسی هیأت افغان-شوروی بوده و در نتیجهٔ آن چندین تپه کشف شد.
دشلی ۱ تپه‌ای است متعلق به عصر برنز جدید، که بیشینهٔ آن به حدود نیمهٔ دوم هزاره سوم (پیش از میلاد) برمی‌گردد و شامل دژ بزرگ گِلی-خشتی (آجری) است به ابعاد ۱۰۰ در ۹۰ متر و ارتفاع دیوار آن ۲ متر، و ساحهٔ مسکونی در آن به پهنای ۱۵۰ در ۱۲۰ متر است. یافته‌های باستان‌شناسی شامل اسلحهٔ برنزی و جواهرات، و سفالینه‌هایی که مشابه سفال خاکستری (فولادی‌رنگ) بدست‌آمده از ترکمنستان و شمال‌شرقی ایران است. در این پایگاه، دو گور رسومی بز، و درون دژ چند گور انسان نیز موجود بود.
دشلی ۳، پایگاه اصلی است در ۳ کیلومتری شمال‌شرق دشلی ۱، که شامل یک تپه با استحکامات عظیم دفاعی متعلق به عصر برنز و عصر آهن و زیستگاه پایین‌تر مربوط به آن می‌شود. در زیستگاه پایین‌تر، بنای بزرگ و گِردی (مُدَور) کاوش شد، که احتمالا معبدی بوده با بخش‌های مسکونی و انبارهای مربوطه. در پهلوی آن بنای عظیم دیگری قرار دارد، که احتمال می‌رود یک قصر بوده، و روکار آن با ستون‌نماهایی تزئین داده شده، که نشانی است از رسوم پابرجا در آسیای میانه. در لبهٔ پایگاه، چند گور کاوش شد، که شامل خشت‌های (آجُر) ساده بود که این گورها و اشیاء درون آن را پوشیده بودند. یافته‌های باستان‌شناسی از این پایگاه شامل سفالینه کامل و ظروف سنگی و برخی جواهرات ابتدایی می‌شود. سفالینه‌ها از نوع خاکستری و مشابه همتای خود در ترکمستان و شمال‌شرق ایران هستند.
در کنارهٔ شرقی واحهٔ دشلی، در ۱۰ کیلومتری شرق دشلی ۱ و ۵-۳ کیلومتری شمال دلبرجین، هشت تپهٔ کم‌ارتفاع قرار دارند که از شمال‌غرب تا جنوب‌شرق به پهنای ۳ کیلومتر گسترده‌اند، و پایگاه‌های دشلیِ ۱۷، ۱۹، ۲۰، ۲۱، ۲۲، ۲۳، ۲۴ و ۲۵ را در برمی‌گیرند. اندازهٔ میانگین این پایگاه‌ها دارای مساحتی است به ابعاد ۲۰۰ تا ۱۵۰ متر. سطح این پایگاه‌ها را پاره‌سفال‌ها، سنگ‌های چخماق و ابزار برنزی پوشانده، که عمدتا متعلق به عصر برنز جدید هستند.
در سوی جنوب، به پهنای ۲ کیلومتر، شش پایگاه دیگر متعلق به همین دوران هستند، دشلیِ ۲، ۴، ۵، ۱۰، ۱۱ و ۱۲، اندازهٔ هرکدام ۲۰۰ تا ۱۵۰ متر بوده و سطح آن‌ها را پاره‌سفال‌ها، سنگ‌های چخماق و ابزار برنزیِ پراکنده‌شده پوشانده بود.
در کنارهٔ جنوبی واحهٔ دشلی، در ۶ کیلومتری جنوب دشلی ۱، گروهی از پنج تپهٔ کم‌ارتفاع قرار دارند، و پایگاه‌های دشلیِ ۳۳-۳۰ را در برمی‌گیرند. اندازهٔ میانگین این پایگاه‌ها دارای مساحتی است به ابعاد ۲۰۰ تا ۱۵۰ متر. سطح این پایگاه‌ها را پاره‌سفال‌ها، سنگ‌های چخماق و ابزار برنزیِ پراکنده‌شده‌ای پوشانده بود که متعلق به عصر برنز جدید و دورهٔ هخامنشیان بودند. در ده کیلومتری جنوب‌شرق دشلی ۱ و ۲ و ۲ کیلومتری شمال روستای اَرَنجی، چهار پایگاه کوچک واقع هستند که ۲٫۵ کیلومتر از شرق به غرب، و ۱ کیلومتر از شمال به جنوب گسترده‌اند، و پایگاه‌های دشلیِ ۲۸، ۲۹، ۳۴ و ۳۵ را در برمی‌گیرند. اندازهٔ میانگین این پایگاه‌ها دارای مساحتی است به ابعاد ۲۰۰ تا ۱۵۰ متر و سطح آن‌ها را پاره‌سفال‌ها، سنگ‌های چخماق و ابزار برنزی متعلق به عصر برنز جدید پوشانده بود. همچنین در واحه‌های جنوبی، در ۹-۶ کیلومتری جنوب دشلی ۱ و ۵ کیلومتری شرق روستای فَرُخ‌قلعه، سطح زمین را به پهنای ۳ کیلومتر در امتداد کناره‌های زمین‌های کشاورزی، مجموعه وسیعی از پاره‌سفال‌های هخامنشی پوشانیده بود. این پاره‌سفال‌ها بر روی زمین صاف پراکنده شده بودند؛ و در آن ناحیه تپه‌ای وجود نداشت.
همچنین در واحهٔ دشلی دو پایگاه دیگر هستند، که توسط هیأت شوروی آق‌چَپَر ۱ و ۲ نام‌گداری شده‌اند. آق‌چپر ۱ بنایی است بزرگ، گِرد و چندوجهی، به قُطر ۱۳۰ متر، متعلق به دورهٔ کوشانیان. این بنا با حلقه‌ای از دیوارهای بیرونی احاطه شده، و درون آن راهرویی قرار دارد، و در باروها سوراخ‌هایی (جهت تیراندازی) تعبیه شده و با برونگاه‌هایی (بیرون‌زدگی؛ جهت دفاع) به مساحت ۴ مترمربع مستحکم شده‌بودند. آق‌چپر ۲، در ۱٫۵ کیلومتری شمال‌غرب، بنای بزرگ، گِرد و چندوجهی دیگری است شبیه آق‌چپر ۱. قُطر آن ۱۷۰ متر است، با دیوار یک متری ضخیم و برج‌های (بارو) ۲۷-۲۵ متری، هر کدام ۴ مترمربع مستحکم شده‌است. اما سفالینه‌های بدست‌آمده از این پایگاه متعلق به عصر آهن (هزارهٔ اول پیش از میلاد) هستند.
پایگاه‌های باستان‌شناسی عمدهٔ افغانستان از عصر برنز و تمدن‌های تأثیرگذار در افغانستان در آن عصر.
پایگاه باستان‌شناسی ■
شهر امروزی ◉

توجه: برای مشاهدهٔ موقعیت صحیح این پایگاه‌ها از تفکیک‌پذیری (resolution) ابعاد ۱۹۲۰ در ۱۰۸۰ و زوم %۱۰۰ در صفحهٔ نمایشگر خود استفاده کنید.

## مطالعهٔ بیشتر
- Sarianidi, V.I. 1977. 'Bactrian centre of ancient art'. Mesopotamia 12: 97-110.
- Sarianidi, V.I. 1977. Drevnie Zemledeltsy Afganistana. Moscow.
- Gupta, S.P. 1979. Archaeology of Soviet Central Asia and the Indian Borderlands (2 vol) 2: 194-203. New Delhi.
- Malek et al. in Dani, A.H. and Masson, V.M. (eds) 1992. History of Civilizations of Central Asia (Volume 1): The dawn of civilization - earliest times to 700 B.C. Paris.